# Луїза Марія Пфальцька
Луїза Марія Пфальцька (нім. Luise Marie von der Plafz), (нар. 23 липня 1647 — пом. 11 березня 1679) — пфальцька принцеса з дому Пфальц-Зіммерн, донька пфальцького принца Едварда та принцеси Неверської, Ретельської та Мантуанської Анни Гонзага, дружина графа Карла Теодора Отто Сальм-Сальмського.

## Біографія
Луїза Марія народилась 23 липня 1647 року в Парижі. Вона стала первістком в родині принца Пфальцького Едварда та його дружини Анни Гонзага, з'явившись на світ за два роки після їхнього таємного вінчання. Згодом сім'я поповнилася ще двома донькамиː Анною Генрієттою та Бенедиктою. Дівчатка зростали в католицькій вірі.
Землі Пфальца були ще 1623 загарбані імператором Священної Римської імперії Фердинандом II через введення в країні протестантизму та прийняття Фрідріхом V земель богемської корони. Після Вестфальського миру 1848 землі курфюрства були повернуті законним нащадкам. Але затвердившийся на престолі Карл I Людвиг — старший брат Едварда, розгнівався через прийняття ним католицтва і виключив з лінії успадкування Пфальцу. Родина й надалі проживала в Парижі.
Дитинство Луїзи Марії припало на часи Фронди, в якій її матір відігравала помітну роль, виступаючи пов'язуючою ланкою між принцами та двором. Батька не стало, коли дівчині виповнилось 15.
У віці 23 років принцеса побралася із 25-річним графом Сальм-Сальму Карлом Теодором Отто. Весілля відбулося 20 березня 1671 в Аньєр-сюр-Сен. У подружжя народилося четверо дітей.
Луїза Марія пішла з життя 11 березня 1679 в Аахені.

## Родина

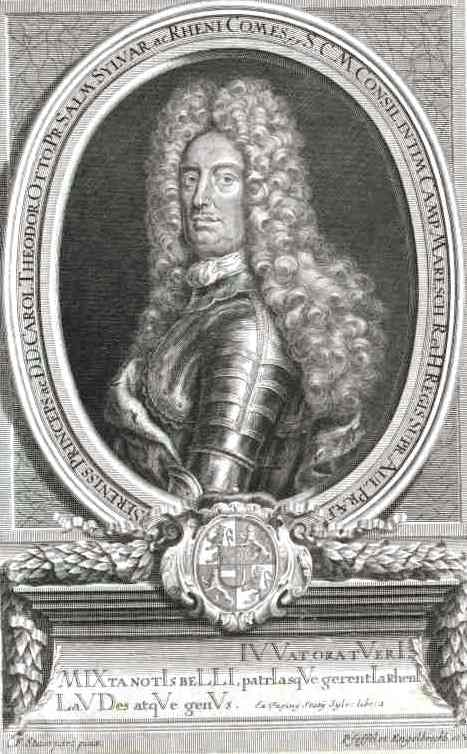
Карл Теодор Отто

Чоловік — Карл Теодор Отто Сальм-Сальмський
Дітиː
- Луїза (1672—?) — черниця в Нансі;
- Людвіг Отто (1674—1738) — граф Сальм-Сальму, був одруженим з Альбертіною Йоганеттою Нассау-Гадамар, мав трьох доньок;
- Луїза Аполлонія (1677—1678) — померла в ранньому віці;
- Елеонора Крістіна (1678—1637) — дружина герцога Конрада Альберта Карла фон Урсель і де Обокен, мала сина та двох доньок.